# HaShem
HaShem (do hebraico: הַשֵּׁם ), significando, em português, O Nome, é frequentemente usado para designar Deus dentro do judaísmo.
Referido na bíblia hebraica em Levítico 24:11.